# 外眼角
| ウィキペディアには「外眼角」という見出しの百科事典記事はありません（タイトルに「外眼角」を含むページの一覧/「外眼角」で始まるページの一覧）。 代わりにウィクショナリーのページ「外眼角」が役に立つかもしれません。 |